# Будза Сергій Володимирович
Сергій Володимирович Будза (нар. 6 грудня 1984) — український легкоатлет, що спеціалізується на спортивній ходьбі.
Срібний призер командного чемпіонату світу зі спортивної ходьби на 50 км (2016). Чемпіон України зі спортивної ходьби на 50 км (2014). Учасник і призер чемпіонатів України та міжнародних змагань.

## Життєпис
Народився 6 грудня 1984 року в селі Суботівці Могилів-Подільського району Вінницької області.

## Найвищі досягнення
- Срібний призер Кубка світу: 2014 (командна першість)
- Чемпіон України: 2014 (Івано-Франківськ)
- Бронзовий призер Кубка Європи: 2015 (командна першість)
- Срібний призер командного чемпіонату світу: Рим (2016)
- Бронзовий призер 7-х Всесвітніх Ігор серед військовослужбовців з результатом 4:26:03 на дистанції 50 км: 2019 (Ухань)[4]

## Виступи на Олімпіадах
| Олімпіада   | Дисципліна      | Результат | Місце |
| ----------- | --------------- | --------- | ----- |
| Пекін 2008  | Ходьба на 50 км | 3.58,21   | 24    |
| Лондон 2012 | Ходьба на 50 км | 3.56,35   | 34    |
| Ріо 2016    | Ходьба на 50 км | 3.53,22   | 18    |